# Madonna di Tressa
La Madonna di Tressa è un dipinto a tempera e oro su tavola (decurtato, 75,5x56,5 cm), opera eponima del Maestro di Tressa, databile al 1235 circa e conservato nel Museo diocesano di Siena. 

## Storia
L'opera si trovava nella chiesa di Santa Maria in Tressa nell'immediata periferia di Siena fuori Porta San Marco. A partire da questa tavola Garrison ricostruì un corpus di opere del maestro che è considerato il più importante pittore a Siena nella prima metà del Duecento, autore della Madonna che doveva decorare l'altare maggiore del Duomo di Siena. 
La Madonna di Tressa doveva anticamente avere la forma di un dossale, e venne tagliata in epoca imprecisata per entrare dentro una cornice più piccola, venendo riciclata in nuovi apparati d'altare, secondo sorte che spesso è toccata a molte tavole del Duecento. 
Anche a giudicare dalle storie mariane, si è ipotizzato che la primitiva collocazione dell'opera fosse un altare del Duomo di Siena.

## Descrizione
Si presenta oggi col fondo oro molto braso e con ampie lacune. La figura di Maria in trono è tagliata a metà delle gambe, mentre delle sei storie laterali, nelle quali si possono intuire delle Storie della vita di Maria, sono state tagliate via per circa due terzi. Vi si riconoscono comunque l'Annunciazione, la Visitazione, la Fuga in egitto, l'Adorazione dei Magi, la Presentazione di Gesù al Tempio e un'altra scena indecifrabile. 

## Stile
Stilisticamente la Madonna presenza affinità con la Madonna dagli occhi grossi, con una posa rigidamente frontale della madre e del Bambino (un piccolo filosofo antico benedicente, qui vestito di toga e sandali), e l'uso di linee d'ombra sotto gli archi sopracciliari, nei contorni degli occhi, nel lato sinistro del naso, per accentuare il rilievo e la plasticità. Analoga è anche la libertà decorativa nella decorazione delle vesti e il ricorso a colori basiliari e sgargianti. L'effetto è quello delle spesse linee di contorno della pittura romanica tipica dell'area umbro-laziale, della quale restano a Siena alcuni esempi nell'oratorio dei Santi Vincenzo e Atanasio, nella Croce di Sant'Antimo a Montalcino e nella Croce di San Pietro in Villore nella Pinacoteca nazionale. 
Diversa e più moderna, tanto da dimostrare una datazione più avanzata, appare invece l'assenza della decorazione a rilievo e degli inserti in pastiglia. Inoltre vi si riscontra l'influsso di opere lucchesi (come Berlinghiero Berlinghieri), riscontrabile anche nell'altra Madonna tarda dell'artista, quella nella collezione Chigi Saracini.